# آی‌اف‌سی فیلمز
آی‌اف‌سی فیلمز (انگلیسی: IFC Films) یک شرکت توزیع فیلم در شهر نیویورک، ایالات متحده آمریکا است.
این شرکت در سال ۱۹۹۹ تأسیس شده متعلق به شبکه‌های ای‌ام‌سی می‌باشد و زمینه توزیع فیلم‌های سینمایی فعالیت می‌کند.

## فیلم‌های توزیع کرده
- و مادرت را هم (۲۰۰۱)
- Casa de los Babys (۲۰۰۲)
- عروسی یونانی پرریخت‌وپاش و بزرگ من (۲۰۰۲)
- بازگشت از سکوکوس ۷ (۱۹۸۰، restored ۲۰۰۲)
- XX/XY (۲۰۰۲)
- The Brother from Another Planet (1984, restored ۲۰۰۳)
- Camp (۲۰۰۳)
- فارنهایت ۹/۱۱ (۲۰۰۴)
- Land of Plenty (۲۰۰۴)
- Nobody Knows (۲۰۰۴)
- لمس کردن خلا (۲۰۰۴)
- تصنیف جک و رز (۲۰۰۵)
- The Baxter (۲۰۰۵)
- من و تو و هرکسی که می‌شناسیم (۲۰۰۵)
- ترنس‌آمریکا (۲۰۰۵)
- Sherrybaby (۲۰۰۶)
- This Film Is Not Yet Rated (۲۰۰۶)
- Wordplay (۲۰۰۶)
- I Want Someone to Eat Cheese With (۲۰۰۷)
- Mister Lonely (۲۰۰۷)
- وینیپگ من (۲۰۰۷)
- Strangers (۲۰۰۷)
- چهار ماه، سه هفته و دو روز (۲۰۰۸)
- Afterschool (۲۰۰۸)
- چه (۲۰۰۸)
- Flame & Citron (۲۰۰۸)
- Home Movie (۲۰۰۸)
- I Sell the Dead (۲۰۰۸)
- Mad Detective (۲۰۰۸)
- پارانوئید پارک (۲۰۰۸)
- Americanese (۲۰۰۹)
- ضدمسیح (۲۰۰۹)
- Dead Snow (۲۰۰۹)
- سر به نیست کردن (۲۰۰۹)
- The Human Centipede (First Sequence) (۲۰۰۹)
- Life During Wartime (۲۰۰۹)
- در جستجوی اریک (۲۰۰۹)
- Pontypool (۲۰۰۹)
- The Wild Man of the Navidad (2009) — by Duane Graves and Justin Meeks
- غار رویاهای فراموش‌شده (۲۰۱۰)
- تنگ ماهی (۲۰۱۰)
- Joan Rivers: A Piece of Work (۲۰۱۰)
- قاتل درون من (۲۰۱۰)
- The Other Woman (۲۰۱۰)
- Peep World (۲۰۱۰)
- The Possession of David O'Reilly (۲۰۱۰)
- Vincere (۲۰۱۰)
- سوپر (۲۰۱۰)
- We Are What We Are (Somos Lo Que Hay) (۲۰۱۰) —
- Chalet Girl (۲۰۱۱)
- The Human Centipede 2 (Full Sequence) (۲۰۱۱)
- Salvation Boulevard (۲۰۱۱)
- The Angels' Share (۲۰۱۲)
- ATM (۲۰۱۲)
- Errors of the Human Body (۲۰۱۲)
- فرانسیس‌ها (۲۰۱۲)
- Fury (۲۰۱۲)
- Grabbers (۲۰۱۲)
- لیبرال آرتس (۲۰۱۲)
- The Moth Diaries (۲۰۱۲)
- در جاده (۲۰۱۲)
- The Reluctant Fundamentalist (۲۰۱۲)
- Sleepwalk with Me (۲۰۱۲)
- اونا بی گناهن (۲۰۱۳)
- Almost Human (۲۰۱۳)
- زندگی ادل (۲۰۱۳)
- دره‌های عمیق (۲۰۱۳)
- Crystal Fairy & the Magical Cactus (۲۰۱۳)
- Dealin' with Idiots (۲۰۱۳)
- چهره عشق (۲۰۱۳)
- در جستجوی ویوین مایر (۲۰۱۳)
- The Jeffrey Dahmer Files (۲۰۱۳)
- Jimmy P: Psychotherapy of a Plains Indian (۲۰۱۳)
- The Look of Love (۲۰۱۳)
- Maniac (۲۰۱۳)
- Sightseers (۲۰۱۳)
- Welcome to the Punch (۲۰۱۳)
- ۵ تا ۷ (۲۰۱۴)
- At the Devil's Door (۲۰۱۴)
- بابادوک (۲۰۱۴)
- قبل از اینکه ناپدید شوم (۲۰۱۴)
- بهترین پیشنهاد (۲۰۱۴)
- پسرانگی (۲۰۱۴)
- کمپ اشعه ایکس (۲۰۱۴)
- ابرهای سیل ماریا (۲۰۱۴)
- Backcountry (۲۰۱۴)
- Elaine Stritch: Shoot Me (۲۰۱۴)
- God's Pocket (۲۰۱۴)
- The Human Centipede 3 (Final Sequence) (۲۰۱۴)
- منگلهورن (۲۰۱۴)
- The Riot Club (۲۰۱۵)
- The D Train (۲۰۱۵)
- کشتن خوب (۲۰۱۵)
- Closer to the Moon (۲۰۱۵)
- Wild Canaries (۲۰۱۵)
- Seymour: An Introduction (۲۰۱۵)